# Třinec
Třinec (en polonais : Trzyniec ; en allemand : Trzynietz) est une ville du district de Frýdek-Místek, dans la région de Moravie-Silésie, en République tchèque. Sa population s'élevait à 34 266 habitants en 2024.

## Géographie
Třinec est arrosée par la rivière Olza (en polonais) ou Olše (en tchèque), et se trouve à 22 km à l'est de Frýdek-Místek, à 34 km au sud-est d'Ostrava et à 307 km à l'est de Prague.
La commune est limitée par Ropice au nord-ouest, par la Pologne au nord-est, par Vendryně à l'est, par Košařiska au sud-est, par Morávka au sud-ouest, et par Řeka et Smilovice à l'ouest.

## Histoire
La première mention historique de la ville date de 1223. En 1839, fut achevée la construction de l'aciérie. La voie ferrée reliant Třinec à la Slovaquie et au bassin industriel d'Ostrava et Karviná, fut construite en 1871. Elle entraîna le développement rapide de l'aciérie et de la ville entière.
En 1920, Třinec se retrouva dans les limites de la Tchécoslovaquie, bien que 69 % de sa population se soient déclarés polonais. Depuis, le nombre de personnes déclarant la nationalité polonaise diminue régulièrement.

## Population
Recensements ou estimations de la population de la commune dans ses limites actuelles :
| 1869* | 1880* | 1890* | 1900* | 1910* | 1921* |
| ----- | ----- | ----- | ----- | ----- | ----- |
| 642   | 1 792 | 2 291 | 3 214 | 3 849 | 5 995 |

| 1930* | 1950*  | 1961*  | 1970*  | 1980*  | 1991*  |
| ----- | ------ | ------ | ------ | ------ | ------ |
| 6 128 | 15 619 | 21 946 | 30 172 | 44 739 | 45 210 |

| 2001*  | 2011*  | 2015   | 2016   | 2017   | 2018   |
| ------ | ------ | ------ | ------ | ------ | ------ |
| 38 953 | 36 263 | 35 884 | 35 760 | 35 596 | 35 302 |

| 2019   | 2020   | 2021*  | 2022   | 2023   | 2024   |
| ------ | ------ | ------ | ------ | ------ | ------ |
| 35 131 | 35 002 | 33 782 | 34 222 | 34 306 | 34 266 |

## Économie

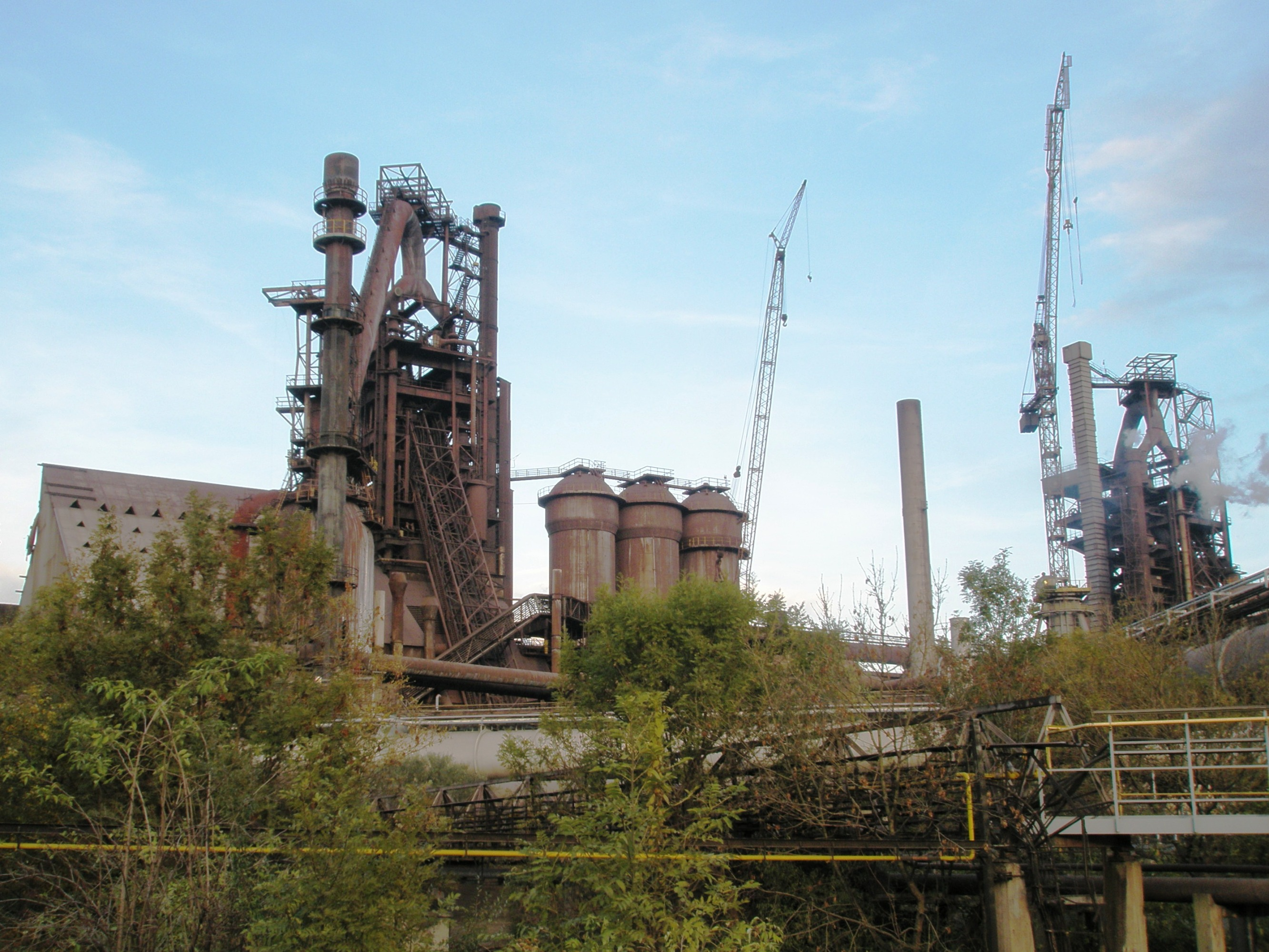
Hauts-fourneaux (Třinecké železárny).
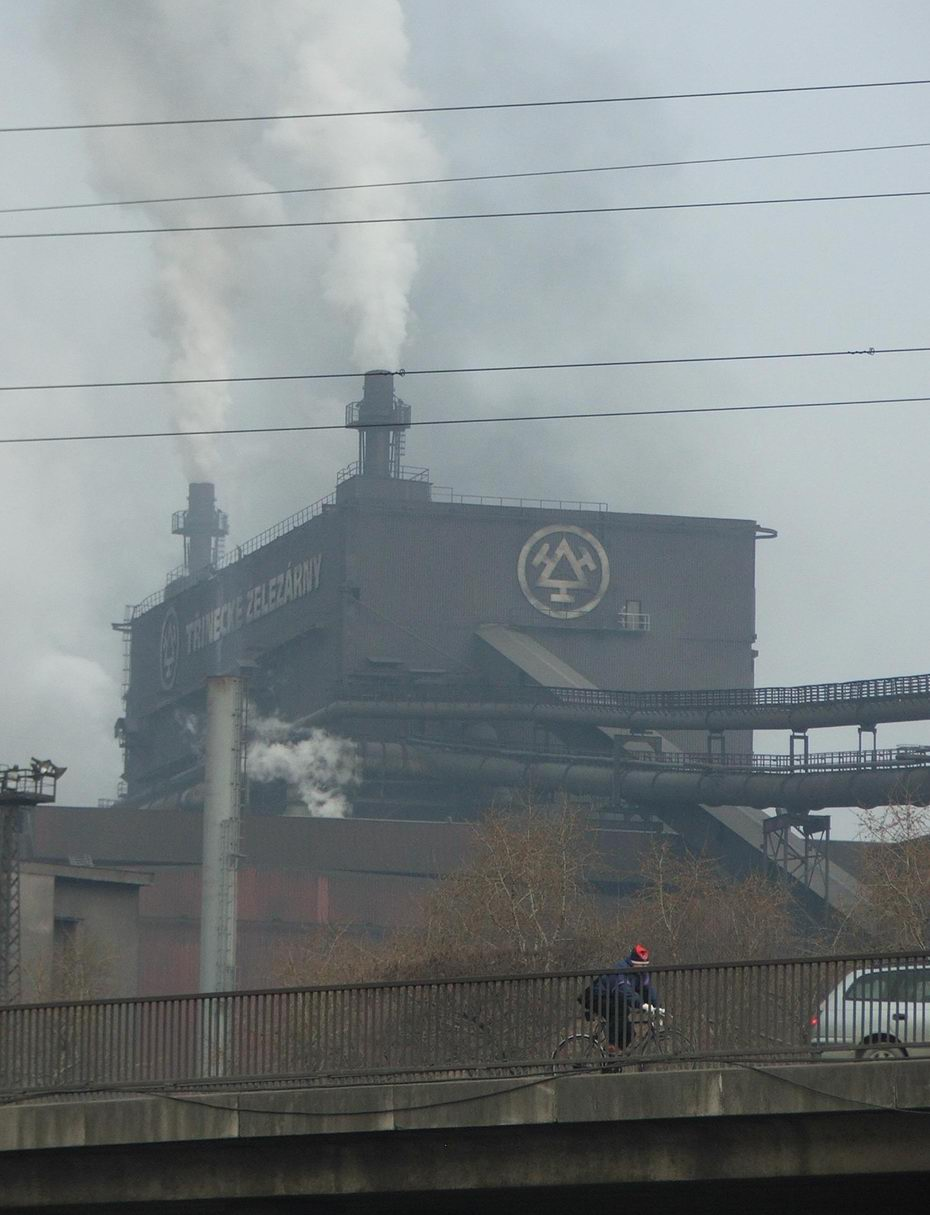
Aciérie.

La commune est notamment connue pour ses aciéries Třinecké železárny (actuellement partie du groupe Moravia Steel), source d'emplois, mais aussi d'une grave pollution.

## Transports
Par la route, Třinec se trouve à 10 km de Český Těšín, à 29 km de Frýdek-Místek, à 50 km d'Ostrava et à 382 km de Prague.

## Tourisme
La ville se trouve au pied du massif des Beskides de Moravie-Silésie. C'est pourquoi Třinec est le point de départ de plusieurs sentiers touristiques. Les plus fréquentées sont les sentiers : Javorovy – Ostry – Cantoryja.

## Sports
La ville est le berceau du club de hockey sur glace HC Oceláři Třinec (les aciéristes de Třinec).
Le club de floorball FBC Intevo Třinec abrite Třinec, dont l'équipe féminine joue dans la ligue supplémentaire féminine
En 2016, la ville accueille une rencontre de Coupe Davis entre la République tchèque et la France.

## Musée
- Musée des aciéries de Třinec.

## Personnalités liées à la ville
- Eduard Ovčáček (1935-2022), artiste graphique, peintre, sculpteur, poète visuel, y est né
- Václav Svěrkoš (né à Třinec en 1983), footballeur
- Soňa Pertlová (1988-2011), joueuse d'échecs, est née et morte à Třinec

## Jumelages
La ville de Třinec est jumelée avec :
- Bielsko-Biała (Pologne)
- Žilina (Slovaquie)